# Vanellus leucurus
El avefría coliblanca (Vanellus leucurus) es una especie de ave en la familia Charadriidae.

## Descripción
Es un ave de porte mediano, sus patas son largas y su pico es bastante largo también. Es la única especie de avefría que solo habita en zonas con aguas muy poco profundas, donde caza insectos y otras presas pequeñas principalmente en la superficie.
Los adultos son aves erguidas con el dorso y nuca marrones, su cara es más clara y su pecho es gris. Sus largas patas amarillas, cola blanca y alas con combinación de marrones, blanco y negro hacen que la especie se inconfundible. Los jóvenes poseen el dorso con pintas, y la cola puede tener una coloración marrón.
Durante la temporada de reproducción su llamada es un peewit.

## Distribución
Se reproduce en semicolonias en pantanos en el interior de Irak, Irán y el sur de Rusia. Su puesta consiste de 4 huevos, en un nido en el suelo. Los que se reproducen en Irak e Irán son en gran parte residentes, pero las aves rusas emigran al sur en invierno hacia el subcontinente indio, el Medio Oriente y el norte de África. Es un vagabundo muy raro en el oeste de Europa, el primer ejemplar registrado en Gran Bretaña fue observado en Packington, Warwickshire en 1975.

## Galería

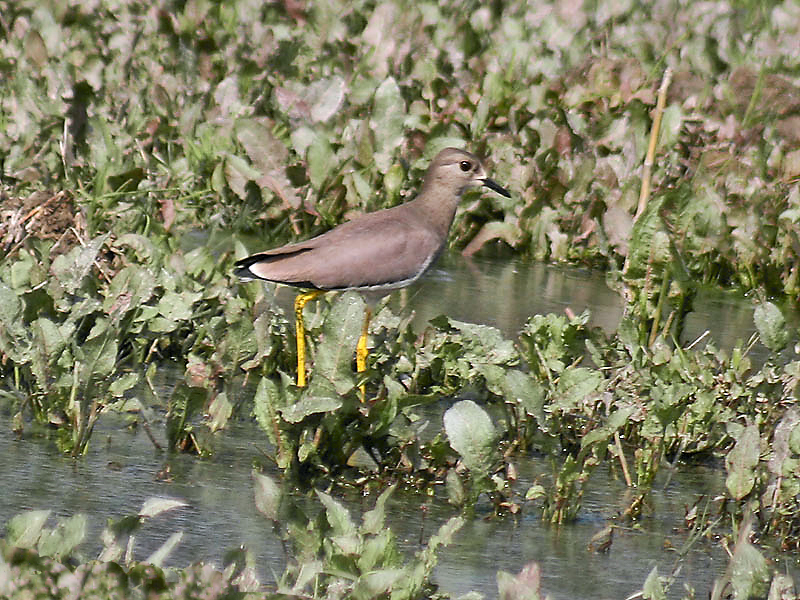
Cerca de Hodal distrito Faridabad, Haryana, India.
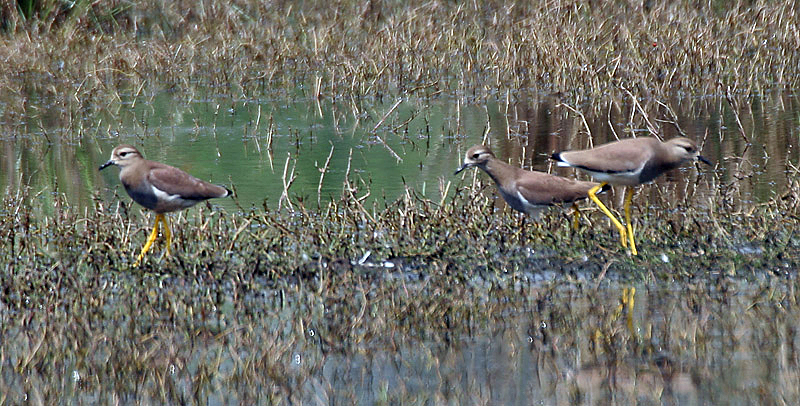
En el parque nacional Sultanpur, distrito Gurgaon, Haryana, India.
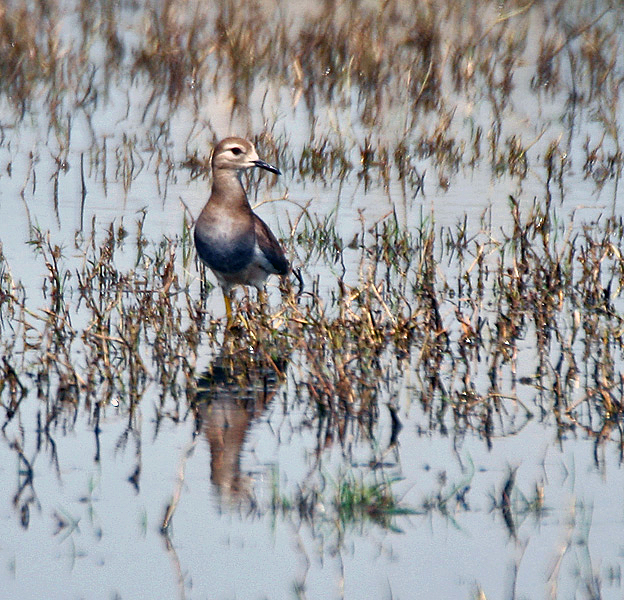
En el parque nacional Sultanpur.
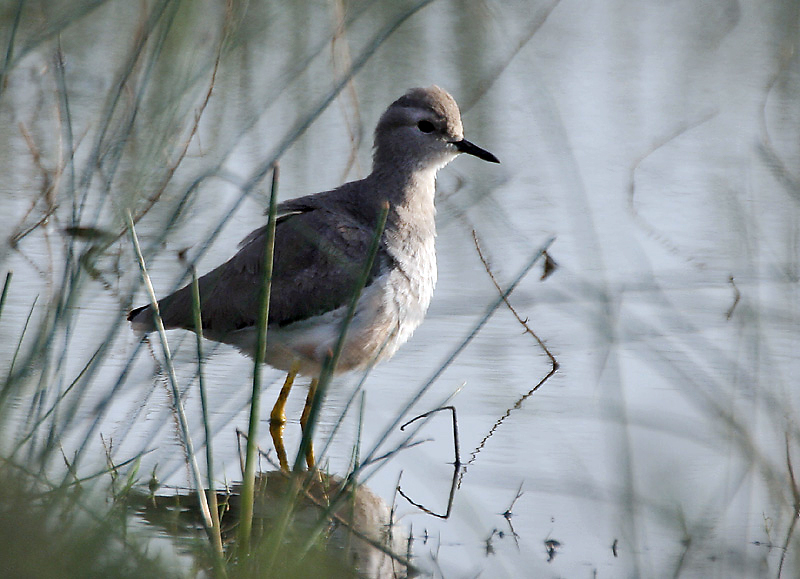
Cerca de Hodal en el distrito de Faridabad, Haryana, India.
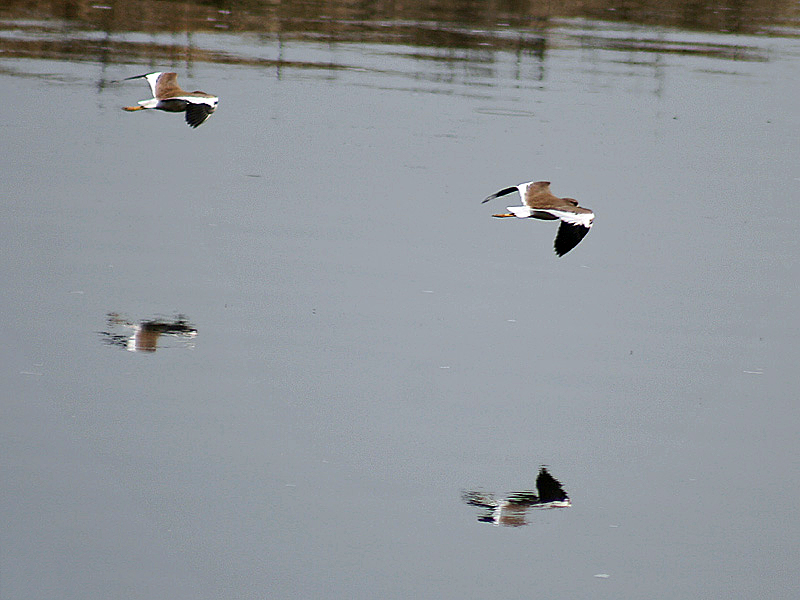
Cerca de Hodal en el distrito de Faridabad, Haryana, India.